# 鳗鲡冠孢虫
鳗鲡冠孢虫（学名：Mitraspora anguilli）为球孢科冠孢虫属的动物。在中国，分布于湖北等，营寄生生活，寄生在鳗鲡的胆囊。